# Во Ти Конг
Во Ти Конг (вьет. Võ Chí Công, настоящее имя — Во Тоан, вьет. Võ Toàn); 7 августа 1912, Там-Суан, Куангнам, Французский Индокитай — 8 сентября 2011, Хошимин, Вьетнам) — вьетнамский революционер и государственный деятель, председатель Государственного совета Социалистической Республики Вьетнам (1987—1992). Является одним из самых долгоживущих руководителей глав государств и правительств в мире, до 2016 года самый долгоживущий президент (председатель Госсовета СРВ) Вьетнама.

## Биография
В 1930 г. стал участником национально-освободительного движения против французской оккупации Вьетнама, участвовал в молодёжном коммунистическом движении.
В 1935 г. вступил в Коммунистическую партию Индокитая, с 1936 г. — партийный секретарь ряда общин уезда Тамки.
- 1939 г. — назначен секретарем партийного комитета округа Тамки,
- 1940—1941 гг. — секретарь Коммунистической партии Индокитая провинции Куагнам,
- 1941—1943 гг. — города Турана,
- 1943 гг. — провинции Куанг Нам. Был арестован колониальными властями и приговорен к длительному тюремному заключению, однако в 1945 г. после вторжения японских войск оказался на свободе,
- 1945 г. — один из активных участников восстания в провинции Куагнам,
- 1952—1961 гг. — на ответственных партийных постах в ряде регионов страны,
- 1960 г. — на III съезде КПВ избран членом ЦК.
- 1962—1964 гг. — заместитель председателя Президиума ЦК Национального фронта освобождения Южного Вьетнама, представитель партии на фронте,
- 1964—1975 гг. — заместитель секретаря ЦК Национального фронта освобождения Южного Вьетнама, политический комиссар военного округа В,
- 1975—1976 гг. — заместитель представителя Центрального Комитета коммунистической партии Вьетнама и правительства в Южном Вьетнаме.
- 1976 г. — заместитель премьер-министра. министр рыбного хозяйства,
- 1976—1981 гг. — заместитель премьер-министра, министр Министерства сельского хозяйства,
- 1981—1982 гг. — заместитель председателя Совета Министров Социалистической Республики Вьетнам,
- 1982—1986 гг. — секретарь ЦК КПВ,
- 1986—1987 гг. — заместитель председателя Совета Министров СРВ,
- 1987—1992 гг. — председатель Государственного совета СРВ. Являлся активным сторонником экономических и политических реформ.
- 1992—1997 гг. — консультант ЦК КПВ.

Член Политбюро ЦК КПВ (1976—1992).

## Награды
- Орден Золотой Звезды.
- Орден Октябрьской Революции (СССР)  — за активное участие в революционном движении, большую и плодотворную деятельность по укреплению всестороннего сотрудничества между Союзом Советских Социалистических Республик и Социалистической Республикой Вьетнам и в связи с семидесятипятилетием со дня рождения[1].